# Ketia Swanier
Naketia Marie Swanier, detta Ketia (Columbus, 10 agosto 1986), è un'ex cestista statunitense, professionista nella WNBA.

## Carriera
È stata selezionata dalle Connecticut Sun al primo giro del Draft WNBA 2008 con la 12ª chiamata assoluta.

## Palmarès
- Campionessa WNBA (2009)